# 马琳·斯韦德贝里
马琳·斯韦德贝里（瑞典語：Malin Swedberg，1968年9月15日—），瑞典女子足球运动员。她曾代表瑞典国家队参加1991年国际足联女子世界杯。她也曾参加1996年和2000年夏季奥林匹克运动会。